# Claude Bernard
Claude Bernard [klód bernár] (12. července 1813 Saint-Julien u Villefranche-sur-Saône – 10. února 1878 Paříž) byl lékař a jeden z nejvýznamnějších francouzských vědců, průkopník experimentální medicíny a fyziologie.

## Život
Claude Bernard byl jediným synem obchodníka s vínem. Do místní školy začal chodit až ve dvanácti letech, ale učitel brzy rozpoznal jeho nadání a poslal ho do jezuitské koleje v blízkém městečku Villefranche. Pokračoval na vysoké škole v Thoissey, ale studium humanitních věd nedokončil, protože otec zkrachoval a nemohl syna dál vydržovat na studiích.
V roce 1832 se Bernard stal příručím v lékárně v Lyonu. Ve volném čase psal úspěšné divadelní komedie a roku 1834 odjel do Paříže ukázat známému divadelnímu kritikovi Saint-Marc Girardinovi své první drama Artuš bretaňský. Ten mu ale poradil, aby se raději věnoval studiu medicíny. Bernard roku 1843 skutečně vystudoval medicínu a začal pracovat v nemocnici se slavným fyziologem Françoisem Magendiem jako jeho zástupce. Bernard si uvědomil, že lékařství chybí experimentální základ a prováděl i propagoval pokusy na zvířatech. Roku 1845 se oženil s Fanny Martinovou, která však neměla pochopení pro jeho práci a kritizovala jeho neschopnost uživit rodinu.  Narodili se jim dva chlapci (1846 a 1856) a dvě dívky (1847 a 1850), oba chlapci však ještě v kojeneckém věku zemřeli. Dcery se nikdy neprovdaly a dožily se vysokého věku  Manželka se později stala mluvčím hnutí na ochranu zvířat a proti vivisekcím a roku 1870 se s ním rozvedla.
Díky manželčinu věnu Bernard získal potřebné finanční prostředky, aby mohl pokračovat ve své práci, od roku 1847 jako docent a od roku 1855 jako profesor. Už předtím se stal profesorem na nově založené katedře fyziologie na Sorbonně. V roce 1848 mu byla udělena Všeobecná cena za fyziologii za objev trávicích funkcí slinivky břišní. Roku 1849 byl vyznamenán Řádem čestné legie.  Jeho významné objevy z let 1848 až 1859 položily základy moderní fyziologie a experimentálního lékařství. Své poznatky publikoval roku 1865 v práci Úvod do experimentální medicíny.
Po roce 1864 mu císař Napoleon III. dal zařídit laboratoř při Musée national d´historie naturelle v pařížské botanické zahradě, 1868 byl zvolen členem Francouzské akademie.
V šedesátých letech prožíval těžké období svého života, kdy se musel vyrovnat se smrti své matky a rozvratem manželství. Trpěl depresivními stavy, které ještě zhoršovalo vleklé onemocnění zažívacího ústrojí (podle některých zdrojů se mohl nakazit při epidemii cholery v roce 1865). V té době opustil svou vědeckou činnost a nechal se přesvědčit k politické práci v senátu.  Klid a odpočinek nacházel v rodné vesnici Saint-Julien, kam se pravidelně vracel do nového domu. Navázal hluboký přátelský vztah s Marií Raffalovichovou, dcerou ruského bankéře. V letech 1869–1878 jí napsal na pět set dopisů, které později vyšly knižně a jsou dokladem vzájemného porozumění.
Znovu se vrátil k vědeckým experimentům, věnoval se problémům kvašení a přiblížil se objevů enzymů. Studoval vývoj organismů a psal své další dílo s názvem Experimentální lékařství. Tyto práce již nestačil dokončit, protože začátkem roku 1878 se nachladil a krátce na to zemřel na selhání ledvin. Po smrti mu byl vypraven státní pohřeb na hřbitově Père Lachaise. Byl prvním vědcem, kterému se dostalo této pocty. Ve smutečním průvodu kráčelo až ke hřbitovu na čtyři tisíce lidí.

## Dílo

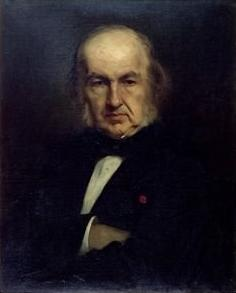
Claude Bernard

Bernard se proslavil jako průkopník přísně vědecké metody a medicíny, založené na experimentech, při nichž uplatňoval metodu vivisekce. Mezi jeho hlavními objevy byl výklad funkce nervového systému (1858), slinivky břišní (pancreasu) a jater, včetně teorie o vzniku cukrovky (diabetes mellitus), objev vasomotorického systému. Zabýval se také účinky některých jedů na živé organismy a možnostmi anestezie. Za jeho hlavní přínos je považován objev významu nitrotělního prostředí (milieu intérieur) a jeho stálosti (homeostáze). 
Doktorský titul získal na základě práce O úloze žaludeční šťávy ve výživě (1843). 
Nejznámějším dílem C. Bernarda je Úvod do experimentální medicíny 1865 (česky vyšlo roku 1961 jako součást knihy Claude Bernard : Život a dílo), odkud jsou i následující citáty:
„Když narazíme na skutečnost, která odporuje přijaté teorii, musíme respektovat fakt a opustit teorii – i kdyby se opírala o sebe slavnější jména a všichni ji přijímali.“
„Věda nepřipouští výjimky; jinak by nemohla být deterministická, přesněji řečeno nemohla by být.“
„Teorie jsou pouze hypotézy, ověřené větším či menším počtem skutečností. Ty, pro něž svědčí největší počet fakt, jsou nejlepší, ale ani ty nejsou definitivní a nesmíme jim absolutně věřit.“
„Že nějaká podmínka vždy předchází či doprovází určitý jev ještě neopravňuje k závěru, že je jeho příčinou. Muselo by se ještě dokázat, že když podmínku odstraníme, k jevu nedojde.“
„Cílem všech životních mechanismů, jakkoli rozmanitých, je udržovat stálé podmínky pro život ve vnitřním prostředí těla.“

## Filozofický odkaz
Jako badatel o homeostázi je Claude Bernard pokládán i za jednoho z předchůdců kybernetiky.
Claude Bernard je také známý jako filozof vědy a gnozeolog.
Je považován za jednoho z hlavních zakladatelů hypoteticko-deduktivního experimentálního přístupu, který předpokládá pozorování jevu a následnou formulaci hypotéz, které ho vysvětlují, aby bylo možné přistoupit k ověření uvedené hypotézy.
„Věda rozšiřuje naši moc ve stejné míře, jako krotí naši pýchu.“
„Kdybych měl stručně definovat život, řekl bych, že život je tvoření.“